# Liste des édifices religieux de Lille
Bien que de tradition catholique depuis ses origines, Lille présente aujourd'hui une grande diversité de lieux de culte.

## Lieux de culte catholiques

### Églises paroissiales
Le  doyenné de Lille de l'archidiocèse de Lille est composé de 9 paroisses et de 25 lieux de cultes ouverts.
Le territoire du doyenné ne coïncide pas exactement avec celui de la ville de Lille. 
Ainsi, la paroisse Sainte-Thérèse de l’Enfant-Jésus regroupe les lieux de cultes de la commune associée d'Hellemmes mais également l'église Saint-Éloi de Lezennes. 
L'église Saint-Charles des Bois-Blancs dans le quartier des Bois-Blancs fait partie de la paroisse de la Trinité qui n'est pas comprise dans le doyenné de Lille. Le territoire de cette paroisse s'étend à la commune associée de Lomme et à Sequedin. De même l'église Notre-Dame de Pellevoisin dans le quartier Saint-Maurice-Pellevoisin fait partie du doyenné de Marcq-en-Baroeul, non de celui de Lille.  
Ces 9 paroisses regroupent d'anciennes paroisses qui correspondaient pour la plupart à un des lieux de culte. Ainsi, la paroisse Saint-Eubert regroupe les anciennes paroisses Saint-Sauveur, Saint-Maurice et Saint-Étienne.
Paroisse Saint-Pierre du Vieux-Lille
- Église Sainte-Catherine, rue Sainte-Catherine ;
- Église Saint-André, rue Royale ;
- Église Sainte-Marie-Madeleine, rue du Pont Neuf désaffectée ;

Paroisse Saint-Eubert : Centre ville
- Église Saint-Maurice, parvis Saint-Maurice ;
- Église Saint-Étienne, rue de l'Hôpital Militaire ;
- Église Saint-Sauveur, rue Saint-Sauveur fermée en 2020

Paroisse Notre-Dame de Pentecôte : quartier Saint-Michel
- Église Saint-Michel, parvis Saint-Michel ;
- Église du Sacré Cœur, rue de Solférino ;

Paroisse Saint-Augustin :  Wazemmes et Moulins
- Église Saint-Vincent-de-Paul de Lille, rue de Mulhouse, chapelle qui remplace l'ancienne église paroissiale, place Déliot, détruite en 1983  de Moulins
- Église Saint-Benoît-Joseph-Labre, rue des Postes ;
- Chapelle Saint-Joseph à l’angle entre Boulevard Victor Hugo et rue des Meuniers à Lille, l'ancienne église détruite en 1995
- Église Saint-Pierre-Saint-Paul, rue Saint-Pierre-Saint-Paul à Wazemmes

Paroisse de la Réconciliation : Vauban-Esquermes et Faubourg de Béthune
- Église Notre-Dame-des-Victoires, rue du Mal Assis ;
- Chapelle Notre-Dame-de-Réconciliation, rue de Canteleu ;
- Église Saint-Martin d'Esquermes,  place Genevières ;

Paroisse Saint-Luc : Lille-Sud
- Église Saint-Philibert, rue Berthelot ;
- Église du Cœur immaculée de Marie, rue des Œillets, ancienne église paroissiale du faubourg des Postes.

Paroisse de Fives
- Église Notre-Dame-de-Fives, place du Prieuré ;
- Église Saint-Louis, rue de l'Église saint-Louis, quartier du Mont-de-Terre.
- Église Saint-Sacrement, rue Decarnin

Paroisse Saint-Maurice des Champs
- Église Saint-Maurice-des-Champs, rue du Faubourg de Roubaix ;

Paroisse Sainte-Thérèse de l’Enfant-Jésus
- Église Saint-Denis-d'Hellemmes, rue Faidherbe ;
- Église Saint-Éloi de Lezennes

### Autres lieux de culte
À ces lieux de culte paroissiaux, il faut ajouter
- Cathédrale Notre-Dame-de-la-Treille, parvis de la Treille ;
- Église Notre-Dame-de-Consolation, rue Colbert ;
- Église Saint-Charles, rue des Bois-Blancs ;
- Église Très Sainte Trinité, rue Fermat grand séminaire ;
- Église Notre-Dame-de-Pellevoisin, Parvis Notre-Dame-de-Pellevoisin ;
- Église Notre-Dame-de-Lourdes, rue des Écoles Hellemmes ;
- Église Notre-Dame-de-la-Visitation, place Leclerc Lomme ;
- Église Notre-Dame-de-Lourdes, rue de l'Église Lomme ;
- Église Sacré-Cœur, avenue du Mont A Camp, église moderne qui remplace l'ancienne détruite Lomme ;
- Église Saint-Christophe, rue Élie Petitprez Lomme ;

- Chapelle Notre-Dame du Rosaire, avenue Saint-Maur ;
- Couvent franciscain (appelé Maison Saint-François), 2 rue Berthollet
- Couvent des Madelonnettes de Lille, rue de la Barre
- Couvent Saint-Thomas-d’Aquin, avenue Salomon
- Chapelle militaire de la Citadelle de Lille, desservie par un prêtre du diocèse aux Armées françaises
- Chapelle polonaise de Lille, 47 rue de l'Hôpital-Militaire

### Édifices disparus
- Ancienne église Saint-Étienne de Lille
- Collégiale Saint-Pierre de Lille, rue du Palais de Justice
- Chapelle Notre-Dame-des-Ardents de Lille
- Chapelle Notre-Dame-de-l'Espérance, édifiée en 1877 et consacrée en 1880, boulevard Victor Hugo (détruite en 2012).
- Église Saint-Vincent-de-Paul de Lille, place Déliot, détruite et remplacée par une chapelle aménagée dans les bâtiments rénovés de l'ancienne usine Leblan à Moulins
- Couvent des Minimes de Lille, quai du Wault
- Couvent des Sœurs servantes du Sacré Cœur (rue de l'église Saint-Louis, à Fives)
- Chapelle Saint-Joseph du collège Saint-Paul, rue Colson
- Eglise Saint-Joseph de Wazemmes rue Gantois

De nombreuses chapelles dont:
- La chapelle du Centre Scolaire Saint-Paul, rue Royale ;
- Chapelle des Carmes, rue Gand ;
- La Chapelle du collège Saint-Paul, rue de Solférino ;
- Chapelle d'Elocquès, rue Lannoy ;
- Chapelle des franciscaines, 26 rue d'Angleterre ;
- La chapelle de l'Hermitage Gantois, rue Pierre Mauroy ;
- La chapelle de l'hôpital de la Charité, boulevard Montebello (lycée international) ;
- La chapelle de l'hôpital Saint-Raphaël ;
- La chapelle de l'hospice Comtesse, rue des Monnaies ;
- La chapelle de l'hospice général, avenue du Peuple Belge ;
- Chapelle de la maladrerie, avenue de Dunkerque ;
- La chapelle du Lycée Notre-Dame D'Annay, place du Concert ;
- La chapelle du lycée Thérèse d'Avila, rue Nationale ;
- La chapelle œcuménique de l'Accueil Marthe et Marie, place Erasme de Rotterdam ;
- La chapelle du palais Rihour (office de tourisme), place Rihour ;
- La chapelle de l'université catholique de Lille, boulevard Vauban ;

## Lieux de culte protestant
- Armée du salut, 7 rue des Débris-Saint-Étienne
- Assemblée évangélique chrétienne la Trompette, 29 rue de Bapaume
- Christ Church[2], église anglicane avec offices en anglais, rues Lydéric et Watteau
- Église adventiste. L'entrée, au 11 rue des Débris-Saint-Étienne, de cette église est située à l'exact emplacement où se tenaient les deux premiers piliers de la nef devant le chœur de l'église Saint-Étienne originelle[3].
- Église baptiste de Lille, 44 rue du Faubourg de Béthune
- Église baptiste de toutes les nations, avenue de Dunkerque
- Église évangélique protestante le Phare, 190 rue du Faubourg de Douai
- Église évangélique tzigane Informations, Terrain d’Accueil des Gens du Voyage, chemin de Bargue (sortie autoroute « CHR »)
- Église évangélique vie et lumières, 4 rue Kuhlmann
- Église La Réconciliation,  216 rue d'Arras
- Église pentecôtiste La Trompette[4], membre de l'UAPM, 281 rue du faubourg des postes
- Église protestante évangélique l’Eau Vive, 20 rue Véronèse
- Église protestante unie à Fives, 331 rue Pierre Legrand
- Église réformé de France, 165 rue Pierre Legrand
- Église protestante unie à Lille [5] (communion luthérienne et réformée), place du temple
- Église du Christ de Lille, 89 rue de Bapaume
- Église chrétienne vie nouvelle, rue Salembier Hellemmes
- Église évangélique, rue Roger Salengro Hellemmes

## Lieu deculte antoiniste
- Temple antoiniste 22 boulevard Montebello

## Lieux de culte orthodoxe
- Église russe Saint-Nicolas de Lille[6],[7], de rite byzantin (en français et en slavon), utilisant le calendrier grégorien révisé,  sous la juridiction de l'Archevêché des Églises orthodoxes russes en Europe occidentale dépendant du Patriarcat œcuménique de Constantinople (3 bis rue Necker).
- Chapelle grecque Saint-Paul de Lille[8], de rite byzantin (en grec), utilisant le calendrier grégorien révisé, sous la juridiction du Patriarcat œcuménique de Constantinople (108 rue Princesse).
- Église Saint-Jean-Baptiste, de rite byzantin, utilisant le calendrier grégorien révisé, sous la juridiction de la Métropole orthodoxe roumaine d'Europe occidentale et méridionale (culte en l'église catholique Saint-Éloi à Lezennes).

## Lieu de culte juif
- Synagogue de Lille, 5 rue Auguste Angellier

## Lieux de culte musulman
- Association Culturelle Des Travailleurs Turcs, 34 rue Coustou (Fives)
- Mosquée Al-Houda, 386 rue de l'Arbrisseau (Lille-Sud).
- Mosquée Al-Imane, 59 rue de Marquillies (Lille-Sud), ouverte en 1987.
- Mosquée Assounna, 8 rue Jean de Solier (Wazemmes).
- Mosquée Badr (Institut islamique de Lille), 202-206 rue d'Arras (Moulins).
- Mosquée El-Forkane, 250 rue du Faubourg de Roubaix (Saint-Maurice Pellevoisin), la plus ancienne de Lille.
- Mosquée Es-Salam, 94 rue Jean-Jaurès (Moulins).
- Mosquée Fraternité, 67 bis rue Malsence (Fives)
- Mosquée Omar Ibn Al Khattab, 59 rue Mermoz (Bois-Blancs), ouverte en 2016

## Lieu de culte des Témoins de Jéhovah
- Salle du royaume, rue Baptiste Monnoyer.